# Self-Employed Women's Association
Self-Employed Women's Association (SEWA) i Indien är en fackförening skapad 1972 efter splittring i Textile Labour Association (TLA). Den skapades av den uppmärksammade Gandhi-inspirerade människorättsledaren Dr. Ela Bhatt. 
Idag är SEWA en medlemsbaserad organisation för fattiga, egenföretagande kvinnor. Medlemmar i SEWA tjänar pengar genom sitt eget arbete eller i små företag. SEWA arbetar också för de arbetare som är anställda i den informella sektorn, som kan kallas för oskyddad arbetskraft i Indien. De flesta av dem har inte tillgång till regeringens sociala skyddsnät.
SEWA:s främsta mål är att organisera arbetande kvinnor för heltidsanställning. Heltidsanställning innebär att arbetare får arbetssäkerhet, inkomstsäkerhet, matsäkerhet och social säkerhet (åtminstone hälso- och sjukvård, barnvård och skydd). SEWA organiserar kvinnor för att försäkra att alla familjer uppnår heltidssysselsättning. 
Gandhi-inspirerat tänkande är den vägledande kraften för SEWA:s fattiga medlemmar i sin organisering för en social förändring. SEWA följer principerna om  satya (sanningen), ahimsa (icke-våld), sarvadharma (integrering av allas tro och alla människor) och khadi (spridning av lokal anställning och självtillit). 
SEWA:s huvudkontor finns i Ahmedabad i Gujarat. Dock verkar fackföreningen i flera andra av Indiens stater. Enligt tillfällig statistik från arbetsdepartementet hade SEWA 606 935 medlemmar 2002.
SEWA mottog Right Livelihood Award år 1984.